# مستاس
مستاس (انگلیسی: Mesetas) نام شهری در کشور کلمبیا است.